# Бибиревский сельсовет
Бибиревский сельсовет — упразднённая административно-территориальная единица, существовавшая на территории Московской губернии и Московской области в 1925—1960 годах.
Бибиревский сельсовет был образован 23 ноября 1925 года в составе Коммунистической волости Московского уезда Московской губернии путём выделения из Алтуфьевского с/с.
По данным 1926 года в состав сельсовета входил 1 населённый пункт — село Бибирево.
В 1929 году Бибиревский с/с был отнесён к Коммунистическому району Московского округа Московской области. При этом к нему был присоединён Подушкинский (селение Подушкино) с/с.
27 февраля 1935 года Бибиревский с/с был передан в Мытищинский район.
4 января 1939 года Бибиревский с/с был передан в новый Краснополянский район.
17 июля 1939 года к Бибиревскому с/с был присоединён Алтуфьевский с/с (селения Алтуфьево и Вешки).
14 июня 1954 года к Бибиревскому с/с был присоединён Слободский с/с.
3 июня 1959 года Краснополянский район был упразднён и Бибиревский с/с был передан в Химкинский район.
28 июля 1960 года Бибиревский с/с был упразднён. При этом его территория была передана в черту города Москвы.